# Alejandro Rodríguez
Alejandro Rodríguez de Miguel (Terrassa, 3 luglio 1991) è un calciatore spagnolo, attaccante svincolato.

## Caratteristiche tecniche
Attaccante d'area di rigore bravo nel colpo di testa e cinico sotto porta (nel Cesena vanta una media realizzativa di un gol ogni 124 minuti giocati). Raramente schierato dal primo minuto è solito giocare degli spezzoni di gare infatti nelle ultime tre stagioni è sceso in campo in media solamente 37 minuti a partita giocata.
Domenico Di Carlo, suo allenatore al Cesena nella seconda metà della stagione 2014-2015, l'ha definito così: "È una punta di movimento, bravissimo negli ultimi 25 metri. In area diventa una calamita, tutte le palle e anche le mezze palle finiscono in qualche modo sempre tra i suoi piedi. Ha una grande capacità di lettura del gioco, sui cross e sui rimpalli c'è sempre. Dal punto di vista fisico lo definirei un esplosivo, ha forza e tempo, stacca bene di testa.".

## Carriera

### Club

#### Prime esperienze
Nato a Terrassa (comune spagnolo in provincia di Barcellona) cresce nelle giovanili dell'Espanyol prima che nell'estate 2010 dopo un breve passaggio di pochi mesi al Misano, venga acquistato dal club italiano del Cesena.
Il 7 novembre 2010, all'età di 19 anni, esordisce in Serie A e nel calcio professionistico al 78º minuto della gara di campionato persa dal Cesena per 3 a 1 contro la Juventus.
L'annata seguente viene ceduto in prestito in Lega Pro Prima Divisione al Pavia con il quale colleziona 18 presenze mettendo a segno 3 gol: la prima rete la realizza all'esordio con maglia dei lombardi nella sfida casalinga pareggiata 1 a 1 contro la Reggiana; gli altri due gol stagionali invece li mette a segno contro la Ternana e l'Avellino.

#### Il ritorno a Cesena
Finito il prestito torna al Cesena in Serie B. Il 30 ottobre 2012 al nuovo esordio in maglia bianconera realizza il gol vittoria al 89', dopo appena 6 minuti dall'ingresso in campo, che permette ai romagnoli di vincere per 3 a 2 contro il Grosseto. Realizza altre 3 reti in altre 10 presenze di Campionato.
La stagione seguente è confermato dai cavallucci con i quali gioca altre 20 partite del Campionato cadetto (di cui ben 13 da subentrante) riuscendo a mettere a segno ben 8 gol. Prende parte anche a 2 partite dei Playoff-promozione vinti dal Cesena che così ottiene la promozione in Serie A.
Il 31 agosto 2014 alla prima presenza stagionale mette a segno la rete vittoria per 1 a 0 contro il Parma, questo è per Alejandro il primo gol in Serie A. Realizza durante la stagione altre 4 reti: il 19 ottobre a Palermo, il 25 gennaio 2015 a Parma, il 1º marzo contro l'Udinese ed infine il 3 maggio alla Fiorentina.
Il 9 agosto 2015 sigla la sua prima doppietta in carriera nella gara di Coppa Italia 2015-2016 contro il Lecce valevole per il secondo turno e vinta per 4-0.
Delle 63 presenze totali finora giocate con la maglia del Cesena ben 46 sono da subentrante e con 19 gol in 2351 minuti giocati. La media è di una rete ogni 124 minuti.

#### Sampdoria
Il 31 agosto 2015 si trasferisce in prestito con diritto di riscatto alla Sampdoria in Serie A. Sceglie di indossare la maglia numero 9 lasciata libera da Stefano Okaka. Il 14 settembre seguente esordisce in blucerchiato subentrando all'81º minuto della gara vinta per 2 a 0 contro il Bologna.
Al termine della stagione causa lo scarso minutaggio, con solo 6 presenze tutte effettuate a partita in corso e zero reti, non viene riscattato dalla squadra doriana.

#### Nuovo ritorno a Cesena
Il 30 giugno 2016, alla scadenza dei termini del prestito, rientra al Cesena per disputare il campionato di Serie B 2016-2017. Nel corso della stagione colleziona 24 apparizioni suggellate da 5 reti.

#### Chievo e prestito alla Salernitana
Il 29 giugno 2017 si trasferisce a titolo definitivo al Chievo, che il 31 agosto lo cede in prestito alla Salernitana. Il 23 settembre segna i primi gol con i con i campani, decidendo con una doppietta la sfida col lo Spezia.

#### Empoli e Brescia
Il 31 gennaio 2018 conclude la sua esperienza in prestito alla Salernitana e passa, sempre con la medesima formula via Chievo, all'Empoli. Il 17 marzo seguente, nella partita interna vinta per 3-2 contro il 
Venezia sigla la su prima rete in maglia azzurra. Due settimane dopo il 29 marzo segna una doppietta (decisiva) contro la sua ex squadra ovvero la Salernitana. Il 2 aprile, nella partita vinta per 0-3 contro il Foggia, dopo aver segnato la seconda rete dell'incontro, in seguito ad uno scontro di gioco riporta la lesione del legamento crociato anteriore del ginocchio destro, terminando così anzitempo la stagione. Il 31 gennaio 2019 viene acquistato in prestito con obbligo di riscatto dal Brescia.. Il 1º maggio successivo, con la vittoria per 1-0 in casa contro l'Ascoli, conquista matematicamente la promozione in Serie A vincendo il suo secondo campionato cadetto consecutivo.

#### Ritorno al Chievo e prestito all’Entella
Rimasto nella rosa della società clivense per la stagione 2019-2020, Rodriguez torna al gol il 29 ottobre 2019, nella partita vinta per 2-1 contro il Crotone. Colleziona 15 presenze e 1 gol prima di essere ceduto, il 31 gennaio 2020, all’Entella con la formula del prestito biennale. Al debutto da titolare il 9 febbraio segna su rigore il gol del 2-0 definitivo interno contro il Pescara. Ottenuta la salvezza con il club ligure, dopo un lungo infortunio tornerà in campo solamente il 10 febbraio 2021, a più di sei mesi dall'ultima apparizione, nella ripresa di Reggina-Entella 1-0. Segna il suo primo e unico gol stagionale il 1º maggio in Entella-Vicenza 1-2, sconfitta che determina la retrocessione del club ligure.

#### Lucchese e Mantova
A fine stagione torna al Chievo ma rimane svincolato  dopo il fallimento della società veneta. Il 4 marzo 2022 viene annunciata la sua firma con la Lucchese, in Serie C, con cui tuttavia non disputa nessuna partita.
Il 23 settembre 2022 firma per il Mantova, siglando un contratto dalla durata annuale.

#### Il ritorno al Misano e la ripartenza tra i dilettanti
Il 13 gennaio 2024 firma per il Misano (squadra di Promozione Emilia-Romagna): si tratta in realtà di un ritorno perché nel 2010, quando il giocatore arrivò per la prima volta in Italia, fu tesserato con i misanesi anche se bastarono pochissime amichevoli affinché il Cesena notasse le sue qualità: per questo motivo, Rodriguez non ha fatto in tempo a giocare partite ufficiali con la maglia del Misano.

## Statistiche

### Presenze e reti nei club
Statistiche aggiornate al 24 giugno 2024.
| Stagione              | Squadra               | Campionato            | Campionato | Campionato | Coppe nazionali | Coppe nazionali | Coppe nazionali | Coppe continentali | Coppe continentali | Coppe continentali | Altre coppe | Altre coppe | Altre coppe | Totale | Totale |
| Stagione              | Squadra               | Comp                  | Pres       | Reti       | Comp            | Pres            | Reti            | Comp               | Pres               | Reti               | Comp        | Pres        | Reti        | Pres   | Reti   |
| --------------------- | --------------------- | --------------------- | ---------- | ---------- | --------------- | --------------- | --------------- | ------------------ | ------------------ | ------------------ | ----------- | ----------- | ----------- | ------ | ------ |
| 2010-2011             | Cesena                | A                     | 1          | 0          | CI              | 0               | 0               | -                  | -                  | -                  | -           | -           | -           | 1      | 0      |
| 2011-2012             | Pavia                 | 1D                    | 18         | 3          | CI-LP           | 3               | 2               | -                  | -                  | -                  | -           | -           | -           | 21     | 5      |
| 2012-2013             | Cesena                | B                     | 11         | 4          | CI              | 1               | 0               | -                  | -                  | -                  | -           | -           | -           | 12     | 4      |
| 2013-2014             | Cesena                | B                     | 20+2       | 8          | CI              | 2               | 0               | -                  | -                  | -                  | -           | -           | -           | 24     | 8      |
| 2014-2015             | Cesena                | A                     | 25         | 5          | CI              | 0               | 0               | -                  | -                  | -                  | -           | -           | -           | 25     | 5      |
| ago. 2015             | Cesena                | B                     | -          | -          | CI              | 1               | 2               | -                  | -                  | -                  | -           | -           | -           | 1      | 2      |
| 2015-2016             | Sampdoria             | A                     | 6          | 0          | CI              | 0               | 0               | UEL                | 0                  | 0                  | -           | -           | -           | 6      | 0      |
| 2016-2017             | Cesena                | B                     | 24         | 5          | CI              | 4               | 1               | -                  | -                  | -                  | -           | -           | -           | 28     | 6      |
| Totale Cesena         | Totale Cesena         | Totale Cesena         | 83         | 22         |                 | 8               | 3               |                    | -                  | -                  |             | -           | -           | 91     | 25     |
| 2017-gen. 2018        | Salernitana           | B                     | 14         | 4          | CI              | 0               | 0               | -                  | -                  | -                  | -           | -           | -           | 14     | 4      |
| gen.-giu. 2018        | Empoli                | B                     | 5          | 4          | CI              | 0               | 0               | -                  | -                  | -                  | -           | -           | -           | 5      | 4      |
| 2018-gen. 2019        | Empoli                | A                     | 1          | 0          | CI              | 0               | 0               | -                  | -                  | -                  | -           | -           | -           | 1      | 0      |
| Totale Empoli         | Totale Empoli         | Totale Empoli         | 6          | 4          |                 | 0               | 0               |                    | -                  | -                  |             | -           | -           | 6      | 4      |
| gen.-giu. 2019        | Brescia               | B                     | 6          | 0          | CI              | 0               | 0               | -                  | -                  | -                  | -           | -           | -           | 6      | 0      |
| 2019-gen. 2020        | Chievo                | B                     | 15         | 1          | CI              | 2               | 0               | -                  | -                  | -                  | -           | -           | -           | 17     | 1      |
| gen.-giu. 2020        | Virtus Entella        | B                     | 10         | 1          | CI              | 0               | 0               | -                  | -                  | -                  | -           | -           | -           | 10     | 1      |
| 2020-2021             | Virtus Entella        | B                     | 9          | 1          | CI              | 0               | 0               | -                  | -                  | -                  | -           | -           | -           | 9      | 1      |
| Totale Virtus Entella | Totale Virtus Entella | Totale Virtus Entella | 19         | 2          |                 | 0               | 0               |                    | -                  | -                  |             | -           | -           | 19     | 2      |
| gen.-giu. 2022        | Lucchese              | C                     | 0          | 0          | CI-C            | 0               | 0               | -                  | -                  | -                  | -           | -           | -           | 0      | 0      |
| set. 2022-2023        | Mantova               | C                     | 9+1        | 1          | CI-C            | 1               | 0               | -                  | -                  | -                  | -           | -           | -           | 11     | 1      |
| gen.-giu. 2024        | Misano                | Pro.                  | 11         | 2          | CI-Prom.        | -               | -               | -                  | -                  | -                  | -           | -           | -           | 11     | 2      |
| Totale carriera       | Totale carriera       | Totale carriera       | 188        | 39         |                 | 14              | 5               |                    | 0                  | 0                  |             | -           | -           | 202    | 44     |

## Palmarès

### Club
- Campionato italiano di Serie B: 2

Empoli: 2017-2018
Brescia: 2018-2019